# 王莹 (南朝)
王莹（5世纪—516年），字奉光，琅邪郡临沂县（今山东省临沂市）人，中国南北朝时南朝齐、南朝梁侍中、中书监、尚书令。父光禄大夫、南乡僖侯王懋。

## 生平

### 劉宋時期
王莹娶宋孝武帝之女临淮公主刘楚佩，拜駙馬都尉。历任著作佐郎、太子舍人、撫軍功曹、散騎侍郎、司徒左西属。蕭道成为驃騎将軍，王瑩召为从事中郎。昇明二年（478年），出为義興郡太守，接替謝超宗。謝超宗和王瑩有矛盾。謝超宗回到建康，向王懋说王瑩的坏话。王莹的父亲经不住再三挑拨，就主动到朝中要求罢免不孝之子王莹的职务。于是，朝廷以王莹对父母供养不足为由，免除了王莹的职务。自此后，王莹长期得不到官职。

### 南齊時期
南齐建立，王瑩历任前軍諮議参軍、中書侍郎、大司馬从事中郎。后来为母亲服丧丁忧辞職。服丧结束，任給事黄門郎，出任宣城郡太守，转任驃騎長史。后来历任黄門侍郎、驃騎司馬、太子中庶子，为侍中。为父亲服丧丁忧辞職。服丧结束，再任侍中。兼射声校尉、冠軍将軍、東陽郡太守。在郡有善政，转任吴兴郡太守。
齐明帝褒美王莹，召还他为太子詹事。永元元年（499年）九月，转任中領軍。当時南齐国政由群小把持，王莹守职而已，不能有所是非。王瑩从弟王亮推荐他担任尚书左仆射，永元二年（500年）三月，護軍崔慧景在京口奉江夏王蕭宝玄攻打建康。王瑩受假節，率軍在湖頭抵抗崔慧景。崔慧景夜襲，王瑩軍败逃散。王瑩从水上逃脱，回到台城。崔慧景被蕭懿击败，王瑩回朝任职領軍府。四月，任尚書右僕射。蕭衍起兵，王瑩再受假節、都督宮城諸軍事。

### 梁武帝時期
中興元年（501年）十二月，蕭衍平定建康，召任王瑩为尚書左僕射。中興二年（502年）正月，蕭衍任相国，王瑩任相国左長史，加冠軍将軍之位，遣至江陵奉法驾迎齐和帝。三月，和帝到达姑孰在別宮发出让位詔书。四月，蕭衍即位为梁武帝，建立梁朝。王瑩受中書監、撫軍将軍之位，封建城县公。
天监元年（502年）八月，参加修定律令。天监二年（503年）六月，任尚書右僕射。天监三年（504年）正月，任尚書左僕射。天监五年（506年）正月，尚書左僕射加护军将军。天监六年（507年）四月，受中軍将軍之位，任丹陽尹。天监八年（509年）四月，任右光禄大夫。天监九年（510年）正月，任尚書令、雲麾将軍。天监十一年（512年）正月，受安左将軍之位。天监十四年（515年）正月，進中权将軍。王瑩居官懂慎清廉，为蕭衍所重。
天监十五年（516年）六月，受左光禄大夫、開府儀同三司之位，九月辛巳（10月28日），病重去世。

## 家庭

### 子女
- 王實，南梁南康王长史、建城县公
- 王皇后，萧渊明皇后，江陵被占领后入关，封豫章郡君，建德五年六月在长安去世，虚岁八十一

## 延伸阅读
[在维基数据编辑]
 《梁書/卷16》，出自姚思廉《梁書》